# 신경마케팅
신경마케팅(Neuromarketing)은 뇌 속에서 정보를 전달하는 신경과 마케팅을 결합한 단어로, 무의식적 반응과 같은 두뇌자극 활동을 분석하여 마케팅에 접목시키는 새로운 마케팅 부류이다.
뉴로마케팅과 관련된 연구는 펩시콜라와 코카콜라의 블라인드 테스트 결과에 의문을 품은 한 의대생에 의해 시작되었다.
특정 브랜드를 보거나 특정 브랜드와 유사한 이미지를 봤을 때의 뇌 반응, 익숙한 브랜드의 제품과 익숙하지 않은 브랜드의 제품에 대해 반응하는 뇌 활성화의 차이 등을 측정했을 때 펩시콜라는 블라인드 테스트에서 코카콜라보다 선호도가 높았지만, 실제 제품 선택 시 코카콜라 브랜드를 본 소비자들은 쾌락중추가 활성화 되면서 코카콜라를 선택했다.
국내(KOREA) 대표 뉴로 마케팅 기업으로는 '뉴로킷'이 있다.
뉴로마케팅에는 아이트래킹 기술도 활용된다. 피자헛과 스웨덴의 아이트래커 전문 업체인 토비 테크놀로지가 아이트레킹 기술을 피자헛의 메뉴판에 적용시킨 사례가 있다. 아이트래킹 장비를 활용하여 소비자의 시선이 머무르는 시간을 수치화하고, 이를 활용하여 가장 오랜 시간이 머무른 메뉴를 자동으로 추천하는 방법으로 활용이 된다. 이는 메뉴를 혼자서 쉽게 결정하지 못하는 소비자, 소위 '결정 장애'가 있는 소비자를 타켓팅한 것으로, 메뉴를 보다 빠르게 고를 수 있도록 소비자를 도와주는 역할을 한다. 또한 소비자에게 새로운 경험을 제공함으로써 다양한 소비환경을 구축하는 역할도 맡을 수 있다. 이처럼 소비자의 소비욕구를 분석하는 기술로 아이트래킹이 활용된다.

## 같이 보기
- 행동경제학
- 신경경제학